# Mordechai Tzipori
Mordechai Tzipori (15 septembre 1924 - 29 mai 2017) est un homme politique israélien qui est ministre des Communications de 1981 à 1984.

## Biographie
Né Mordechai Bankovich-Hendin à Petah Tikva pendant la période du Mandat, il fréquente une école religieuse dans sa ville natale. En 1939, il rejoint l'Irgoun et, en 1945, il est arrêté par les autorités britanniques et exilé en Afrique. Il est interné dans des camps de détention britanniques en Érythrée, au Kenya et au Soudan, où il participe au creusement de tunnels d'évasion.
Il est renvoyé en Israël après son indépendance en 1948 et devient militaire de carrière, servant dans l'armée israélienne de 1948 à 1976. Il termine une formation d'officier en 1950, est diplômé du Collège de commandement et d'état-major de Tsahal en 1959 et étudie à l'Université de Tel Aviv.
Entre 1962 et 1965, il est commandant de bataillon blindé, en 1968 il devient commandant de l'École blindée et en 1971 commandant adjoint du Corps blindé. En 1973, il est nommé commandant du commandement et de l'état-major, devenant chef adjoint des opérations à l'état-major général en 1974. Il est démobilisé en 1976 avec le grade de « Tat aluf » (général de brigade).
L'année suivante, il est élu à la Knesset sur la liste du Likoud et, en juin 1977, il est nommé vice-ministre de la Défense. Après les élections de 1981, il devient ministre des Communications et occupe également les fonctions de vice-ministre de la Défense entre août 1981 et octobre 1983. Il perd son siège et sa place au sein du gouvernement lors des élections de 1984. À la fin des années 1980, il devient directeur général de l'Institution nationale d'assurance.
Tzipori est décédé à l'âge de 92 ans au Centre médical Chaim Sheba dans le quartier de Tel HaShomer à Ramat Gan le 29 mai 2017.